# Beliczay Elek
Beliczay Elek (Vanyola, 1839. augusztus 10. – Ete, 1920. január 26.) jogtudor és ügyvéd, Beliczay Jónás hőgyészi evangélikus lelkész unokája, Beliczay Lajos bátyja. 

## Életútja
Beliczay János vanyolai evangélikus lelkész és Fischer Terézia fiaként született, 1839. augusztus 13-án keresztelték. Középiskoláit a pozsonyi líceumban, a jogot a budapesti egyetemen elvégezve jogtudori, köz- és váltóügyvédi oklevelet szerzett. 1867-től 1870-ig Veszprém megye t. szolgabírája, 1870-ben Győrött ügyvéd, 1875 és 1884 között a győri ügyvédi kamara titkára, ezen időtől alelnöke, 1884-től a dunántúli evangélikus egyházkerület világi főjegyzője, 1881-től pedig a győri evangélikus elemi iskolák iskolaszéki elnöke volt.
Irodalmi működését 1858-60-ban a Kalauz c. budapesti hetilapban kisebb elbeszélésekkel kezdte és a Vasárnapi Ujságban (1861-65.) ismeretterjesztő cikkekkel, a Hölgyfutárban (1861-63) életrajzokkal stb. folytatta. Írt még a Hazánk és a Külföldbe (1871), Jogtudományi Közlönybe (1876); politikai és szaklapokban is jelentek meg cikkei. Győrött 1870-től a Győri Közlöny, Győri Hiradó, Győri Figyelő, Garabonczás Diák, Hazánk c. lapok folytonosan közöltek tőle dolgozatokat, Ostorfi és más álnevek alatt is.